# Lagarosoma assitum
Lagarosoma assitum là một loài tò vò trong họ Ichneumonidae.